# وسائط نقل البيانات
وسائط نقل البيانات قبل أن يتم نقل البيانات من حاسب آلي إلى آخر يجب أن يكون هناك طريق أو وسط اتصال بينهما. يتم نقل البيانات عن طريق تمثيلها بواسطة تيار كهربائي (Electric currents) أو موجات كهرومغناطيسية (Electromagnetic waves) مثل موجات الراديو وموجات الميكروويف والموجات الضوئية.

## تعريف
وسائط الاتصال عبارة عن طريق مادي تنتقل الإشارة الكهربائية أو الكهرومغناطيسية أو الضوئية من خلاله.

## أنواع وسائط الاتصال
هناك نوعان من وسائط الاتصال هما ما يلي:
- وسط الاتصال المبني على سلك من النحاس أو على ألياف بصرية
- وسط الاتصال اللاسلكي

## وسائط نقل البيانات المبنية على كابل
سيتم شرح الخصائص الفيزيائية ومميزات وعيوب كل من وسائط نقل البيانات التالية:
- منقطة الأزواج الملتوية أو المجدولة.
- الكابل المحوري.
- الألياف البصرية.

### كيبل الزوج الملتوي أو المجدول
تتكون هذه الأسلاك من سلكين معزولين من النحاس ملفوف أو مجدول كل واحد منهما على الآخر الصورة التالية يوضح هذا النوع من الكيابل حيث يحتوي على ثمانية أسلاك منفصلة مرتبة في أربعة أزواج. يعتبر هذا النوع من أقدم وأشهر وسائط الاتصال المستخدمة لنقل البيانات. هناك نوعان منه:

### السلك المجدول غير المدرع
من أشهر الكيابل حيث يتم استخدامه في نظام الهاتف. معظم المنازل والمباني التجارية تستخدم هذا النوع من الكيابل. يتكون من عدد الأزواج المجدولة المغلفة بمادة بلاستيكية تجمع عدد من الأزواج المجدولة مع بعضها وبألوان مختلفة ومن ثم يتم تغطيتها بمادة بلاستيكية لتمثل كيبلا واحد. الصورة التالية توضح هذا النوع من الكابلات
وهناك خمسة فئات من هذا النوع من الأسلاك تم تصنيفها بواسطة منظمة EIA تختلف فيما بينهما بكمية المادة العازلة وعدد اللفات بالقدم الواحد. هما هو موضح في الجدول التالي، هذه الفئات هي:

#### الفئة 1
يعرف بالكيبل المجدول غير المحمي التقليدي والذي يستخدم فيها نظام الهاتف لإرسال الصوت فقط ولا يستخدم لنقل البيانات. معظم الكابلات المجدولة غير المحمية قبل عام 1983 تعتبر من هذه الفئة.

#### الفئة 2
يستخدم لإرسال البيانات بسرعة 4 ميجابت بالثانية. مكون من أربعة أزواج UTP.

#### الفئة 3
يستخدم لإرسال البيانات بسرعة 10 ميجابت بالثانية. ويستخدم أربعة أزواج من UTP هناك ثلاث لفات أو جدلات بالقدم الواحد.

#### الفئة 4
يدعم سرعة تصل إلى 16 ميغا بت بالثانية. ويستخدم أربعة أزواج من UTP.

| الفئة    | نوع الاستخدام | التردد المسموح |
| -------- | --- | -------------- |
| الفئة 1  | يستخدم في نظام الهاتف لإرسال الصوت                                                                                    |                |
| الفئة 2  | يستخدم لإرسال البيانات (4MBPS) يستخدم في نظام الهاتف لإرسال الصوت.\|\| حتى MHZ1.5                                     |                |
| الفئة 3  | يستخدم لإرسال البيانات (10 MBPS) يستخدم في نظام الهاتف لإرسال الصوت. يستخدم في شبكة Token Ring(4MBPS) \|\| حتى MHZ 16 |                |
| الفئة 4  | يستخدم في شبكة Token Ring(16MBPS)                                                                                     | حتى MHZ 20     |
| الفئة 5  | يستخدم في fast Ethernet. ATM. Sonnet                                                                                  | حتى MHZ 100    |
| الفئة 5e | Gigabit Ethernet (baseT4 1000)                                                                                        | حتى MHZ 100    |
| الفئة 6  | Gigabit Ethernet (baseTX 1000)                                                                                        | حتى MHZ 250    |

#### الفئة 5
يدعم سرعة تصل إلى 100 ميغابت بالثانية. ويستخدم أربعة ازواج من UTP.

### الفئة 5e
يستخدم لإرسال البيانات بسرعة 1000 ميجابت بالثانية (1 جيجابت بالثانية). مكون من أربعة أزواج UTP.
يتم توصيل هذه الأسلاك باستخدام افياش connectors)) من نوع RJ-45 (أربعة أزواج أي ثمانية كيابل) وهي شبيهة بـ RJ-11 ولا يمكن أن تدخل في فيش التلفون.

### مميزاته
رخيص الثمن وسهل التركيب ويعتبر من أكثر أنواع وسائط استقرارا في التصنيع حيث ينتج بكميات هائلة.

### عيوبه
1. لا يدعم السرعات العالية فوق 100 ميغابت بالثانية.
2. تعاني الإشارة التي تمر عبر السلك من النحاس لمسافة طويلة من ظاهرة طبيعية تسمى الاضمحلال يعني ضعف الإشارة الكهربائية عندما تنتقل لمسافات طويلة داخل كابل مصنوع من مادة النحاس. لذا لا يستخدم هذا النوع من الأسلاك إلا لمسافات محدودة.
3. تعاني الإشارة التي تمر عبر سلك من النحاس من ظاهرة طبيعية أخرى تسمى التداخل الكهرومغناطيسي وهي ظاهرة طبيعية تحدث عند مرور أي تيار كهربائي داخل سلك من النحاس حيث يتكون مجال مغناطيسي حول السلك. هذا المجال المغناطيسي يتداخل مع مجال مغناطيسي آخر متكون من سلك نحاسي آخر. وبالتالي لا يستخدم هذا النوع من الكيابل في البيئات التي تعاني من شوشرة عالية، مثل بيئات المصانع.
4. يمكن التنصت عليه وسرقة المعلومات.

## السلك المجدول المدرع
يتكون من عدد من الأزواج المجدولة المغلفة بمادة مدرعة ومن ثم بمادة بلاستيكية. تم اختراع هذا النوع لتخفيف ظاهرة التداخل الكهرومغناطيسي وبالتالي يمكن استخدام هذا النوع في البيئات التي تعاني من شوشرة عالية قامت شركتي APPLE و IBM بوضع مواصفات لهذا النوع من الكيابل حيث تستخدمانه في الشبكات المحلية الخاصة بهما ويتم توصيل هذه الأسلاك إلى الحاسب الآلي باستخدام افياش connectors)) خاصة من شركة IBM وشركة أبل.

### مميزاته
يدعم سرعات أعلى من السلك المجدول غير المدرع حيث لا يتأثر كثيرا بظاهرة التداخل الكهرومغناطيسي.

### عيوبه
1. أغلى سعر من النوع الغير مدرع إضافة إلى صعوبة في التركيب.
2. لا يدعم سرعات عالية مثل 500 ميغابت بالثانية الواحدة.
3. يمكن التنصت عليه وسرقة المعلومات.
4. يعاني من ظاهرة الاضمحلال (لأنه مبني من مادة النحاس).
5. يعاني من ظاهرة التداخل المغناطيسي ولكن بصورة أقل بكثير من النوع غير المدرع.

## الكيبل المحوري
يتكون الكابل المحوري من موصلين من النحاس. الأول هو المحور (core) والمكون من النحاس المغلف بطبقة عازلة من مادة البلاستيك. تحاط هذه الطبقة بالموصل الثاني وهو على شكل شبكة من النحاس أو الألمنيوم يشكل الكيبل الأرضي (a ground) ويعمل على توفير درع أو حماية للموصل الأول من الإشارات غير المرغوب فيها أو من ظاهرة crosstalk. يجب أن يكون هناك طبقة عازلة بين الموصلين إذا تلامس الموصلين أصبح هناك ما يعرف بظاهرة short circuit , وبالتالي سوف يفسد البيانات التي تم نقلها في الموصل الأول يحيط بالموصلين مادة قوية مصنوعة من مادة البلاستيك أو مادة المطاط أو مادة التفلون.

### معايير الكيبل المحوري
هناك عدد من الأشكال للكيبل المحوري. كل واحد منها مصمم لأغراض معينة وهي كما يلي:
- معيار RG-58
- معياري RG-8 و RG-11

### الافياش المستخدمة في الكيبل المحوري
يستخدم المعيارين السابقين افياش تسمى BNC لربط أي منهما بكرت الشبكة الموجودة داخل الحاسب الآلي.
هناك عدد من الأنواع داخل عائلة BNC منها ما يلي:
- الفيش BNC يستخدم في نهاية الكابل المحوري.
- الفيش BNC-T يستخدم لربط كرت الشبكة.
- فيش Barrel BNC يستخدم لربط طابلين محوريين مع بعضهما.
- فيش BNC Terminator يستخدم لإغلاق نهاية الكابل المحوري.

### مميزاته
- سهل التركيب.
- يدعم سرعة إرسال أكبر من السلك المجدول (سرعة الإرسال المشهورة عليه هي 10 ميغا بت بالثانية).
- يقاوم ظاهرة التداخل المغناطيسي أفضل من السلك المجدول.
- يمكن استخدامه لإرسال البيانات أو الصوت أو الفيديو.
- يقاوم ظاهرة الاضمحلال افصل من السلك المجدول وبالتالي يمكن استخدامه لمسافة أكبر.

### عيوبه
- يعاني من ظاهرة الاضمحلال ولكنه أقل من TP.
- يعاني من ظاهرة التداخل المغناطيسي ولكن بصورة أقل بكثير من UTP.
- يمكن التنصت عليه وسرقة البيانات.

## الألياف البصرية
في هذا النوع من الكيابل يتم نقل البيانات فيه رقميا على شكل نبضات ضوئية وبالتالي ظاهرة الاضمحلال والتداخل الكهرومغناطيسي معدومة لعدم وجود تيار كهربائي هذه الخاصية لها تأثير كبير على عدم تأثر الألياف بالشوشرة وبعدم القدرة على التنصت على الكيبل وسرقة البيانات ويتكون الكيبل البشري من سلك مركزي مصنوع من الزجاج أو البلاستيك موصل للضوء. محاط بطبقة كاسية من الزجاج تقوم بعكس الضوء داخل السلك وتمنعه من مغادرة السلك هناك غلاف بلاستيكي خارجي يحيط بالسلك المركزي والطبقة الكاسية يسير الضوء باتجاه واحد فقط وبالتالي يتم أيضا إرسال البيانات باتجاه واحد فقط داخل الليف البصري يمكن استخدام الألياف البصرية لمسافات بعيدة لأنه لا يستخدم سلك نحاسي وبالتالي ظاهرة الاضمحلال تكون تقريبا معدومة 

### أنواع الألياف البصرية
1. أحادي النمط.
2. متعدد النمط.

### معايير الألياف البصرية
ومن أشهرها ما يلي:
- 8.3 ميكرون سلك مركزي \ 125 ميكرون طبقة كاسية يعمل بطريقة SM.
- 62.5 ميكرون سلك مركزي\ 125 ميكرون طبقة كاسية يعمل بطريقة MM(هذا النوع هو أكثر انتشار).
- 50 ميكرون سلك مركزي \125 ميكرون طبقة كاسية يعمل بطريقة MM
- 100 ميكرون سلك مركزي\ 140 ميكرون طبقة كاسية يعمل بطريقة MM.

### مميزاته
- خفيف الوزن صغير الحجم.
- يدعم سرعة إرسال عالية جدا تعتمد اعتماد كلي على المسافة.
- مقاوم كبير لظاهرة الاضمحلال لأنه لا يستخدم السلك النحاسي وبالتالي يمكن استخدامه لمئات الكيلومترات.
- ظاهرة التداخل المغناطيسي تكاد تكون معدومة.
- لا يمكن التنصت عليه وسرقة المعلومات.

### عيوبه
- غالي الثمن بالمقارنة بالأنواع الأخرى من وسائط الاتصال.
- قابل للقطع والثني والشد وبالتالي يحتاج إلى صيانة دورية.
- صعب التركيب حيث يحتاج إلى أدوات خاصة.
- وسائط نقل البيانات اللاسلكية
- المايكروويف بنوعيه الأرضي والأقمار الصناعية.
- الأشعة دون الحمراء
- موجات الراديو

## الميكروويف
يستخدم الميكروويف الموجات الكهرومغناطيسية لنقل الإشارات هناك نوعان من المايكروويف المايكروويف الأرضي والأقمار الصناعية كلاهما نفس التردد ولكن إمكانيتهما مترددة.

### مميزات المايكروويف الأرضي
- يدعم سرعات إرسال عالية.
- في حالات معينة قد يكون استخدام المايكروويف الأرضي أرخص بكثير من استخدام كيبل مثل توصيل مبنيين داخل منطقة تجارية.
- يستطيع المرور بالمناطق النائية يصعب تمديد كيابل فيها.
- يمكن استخدامه في مناطق أو مباني معزولة.

### عيوبه
- صعوبة كبيرة في التركيب.
- يحتاج تصريح للجهات المختصة لاستخدام التردد.
- يعاني من ظاهرة التداخل الكهرومغناطيسي.

### مميزات الأقمار الصناعية
- يدعم سرعات عالية جدا.
- يمكن أن تكون المحطة الأرضية ثابتة أو متحركة وبالتالي يمكن نقلها لأي مكان.

### عيوبه
- صعوبة كبيرة في التركيب.
- تعتمد مقاومته لظاهرة الاضمحلال على تردد المستخدم وحجم الهوائي.
- يعاني من ظاهرة التداخل الكهرومغناطيسي.

### مميزات الأشعة دون الحمراء
- يمكن الإرسال بسرعات عالية جداً ولكن التقنية الحالية محدودة بسرعة 16 ميغابت بالثانية
- لا يمكن التنصت على البيانات ولا سرقتها.

### عيوبه
- تحتاج إلى إرسال بشكل خط مستقيم.
- تتأثر كثيراً بالظروف المحيطة بالبيئة.
- يعتمد تأثرها بظاهرة الاضمحلال
- لا يمكن الإرسال لمسافات بعيدة.

## موجات الراديو

### أنواعه
- موجات مرخصة.
- موجات غير مرخصة.

## أهم التحديات في الاتصالات اللاسلكية
1. إمكانية التنصت على الاتصالات اللاسلكية.
2. التشويش.
3. الفيروسات اللاسلكية.
4. التزييف أو التنكر.